# Flexor carpi radialis

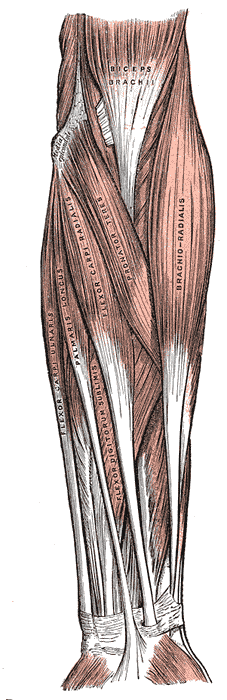
Vänster underarms framsida.

Flexor carpi radialis (latin: musculus flexor carpi radialis, "strålbenets handlovsböjarmuskel") är, i människans kropp, en skelettmuskel i underarmen (antebrachium) vars främsta uppgift är att böja (flexion) av handloven (carpus).
Flexor carpi radialis har sitt ursprung i överarmsbenets mediala epikondyl (epicondylus medialis humeri) och fäster vid basen för andra och tredje metakarpalbenen (bases ossium metacarpalium II och III).
Flexor carpi radialis innerveras av n. medianus.